# Alter Bridge
Alter Bridge és una banda nord-americana de hard rock i metal alternatiu formada per Mark Tremonti, Brian Marshall i Scott Phillips (exmembres de Creed), amb Myles Kennedy (exvocalista i guitarrista de The Mayfield Four).
Alter Bridge va llançar el seu àlbum debut One Day Remains el 10 d'agost del 2004, amb el seu primer senzill «Open your Eyes», al qual van seguir «Find The Real» i «Broken Wings».

## Història

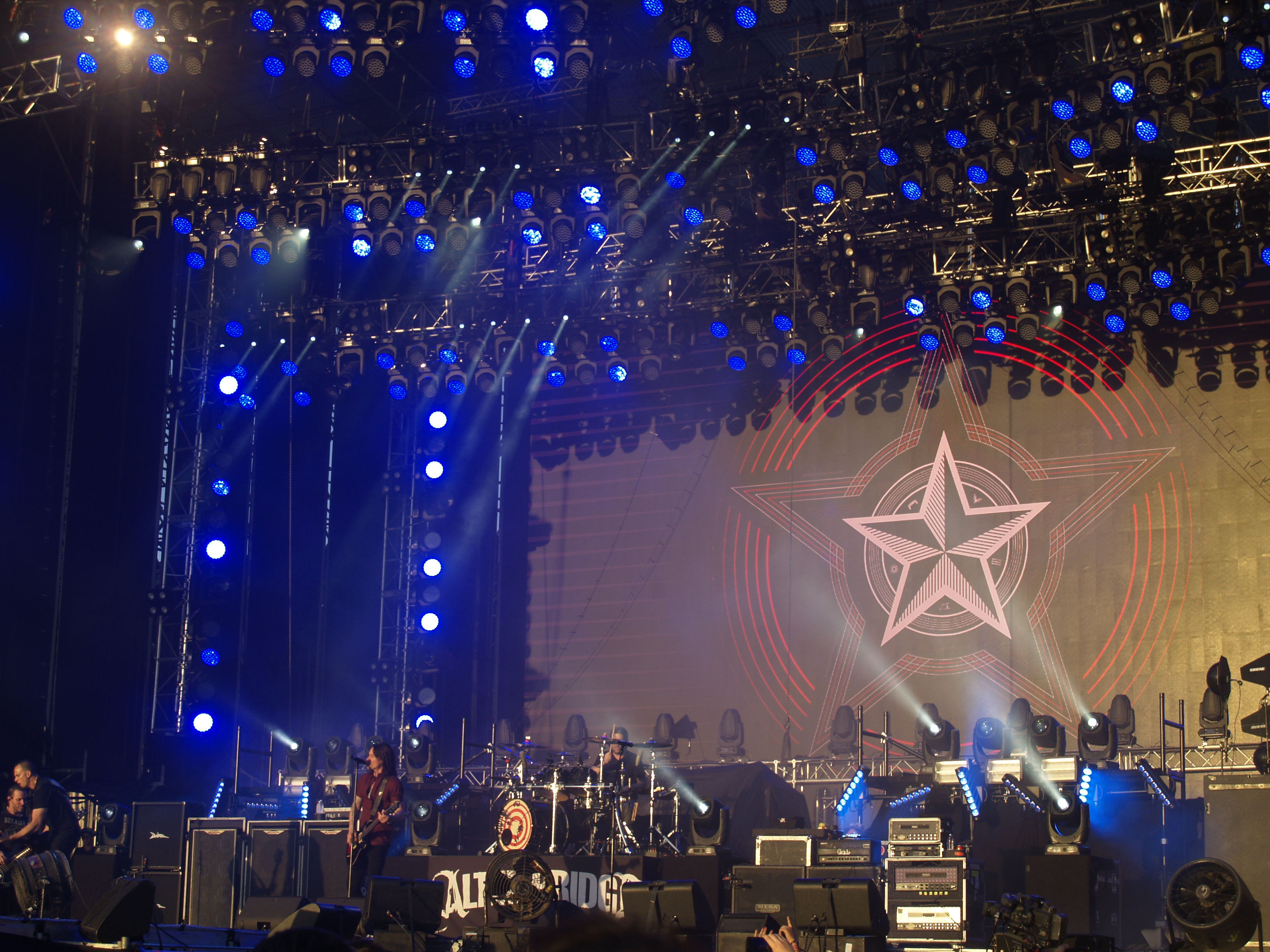
Actuació en el Rock Fest Barcelona 2017

Alter Bridge es forma el 2004 pels exmembres de Creed Mark Tremonti, Scott Phillips i Brian Marshall. Marshall havia abandonat Creed anteriorment per diferències amb el cantant Scott Stapp. No obstant això, tornaria a unir-se als seus antics companys en aquest projecte. El cantant, Myles Kennedy, seria l'últim a unir-se. L'any 2004, el lluitador Edge, va adoptar la cançó «Metalingus» per a la seva entrada de la WWE.
La banda va provar diversos noms abans de decidir-se per Alter Bridge. El nom va venir d'un pont construït a la ruta Alter Road, a la rodalia de Detroit, Míchigan, prop de la casa on Mark Tremonti va viure la seva infància. El pont està ubicat en una intersecció de Alter i Korte, frontera entre les ciutats de Detroit i Grosse Point Park i és el límit que Tremonti tenia prohibit creuar, per la qual cosa va associar sempre el pont a allò nou i desconegut.
Alter Bridge va signar amb Wind-Up Records i va publicar el seu àlbum debut, One Day Remains, el 10 d'agost de 2004. L'àlbum va produir tres senzills i va aconseguir el disc d'or als Estats Units i el de platí internacionalment.
A l'abril de 2006, Alter Bridge va anunciar el final de la seva relació amb Wind-Up Records. Sembla que el motiu de la renúncia del seu enregistrament va ser que la producció de la discogràfica va pressionar la banda a reunir-se amb l'anterior vocalista del Creed, Scott Stapp. El qual també va rebre la pressió de la discogràfica de tornar a formar Creed com els membres d'Alter Bridge. Poc després, el 25 de maig de 2007, finalitzen l'enregistrament del seu nou àlbum. El 9 de juliol de 2007 anuncien la signatura d'un nou contracte discogràfic amb Universal Republic Records.
El segon àlbum, titulat Blackbird, va sortir el 10 d'octubre de 2007. El seu primer senzill «Rise Today» va ser usat com a tema oficial de WWE Unforgiven 2007. «Ties That Bind» va ser confirmat com a segon senzill. Finalment «Watch Over You», que va sonar amb freqüència a les ràdios dels EUA., es va convertir en l'últim senzill de l'àlbum. Conté tres pistes extra, que només es van vendre en alguns països; són: «The Damage Done», «New Way to Live» i «We Don't Care At All». El solo de «Blackbird» va ser nomenat el millor de tots els temps per la revista Guitar Magazine.
Alter Bridge va aparèixer l'any 2008 en festivals de música com el Download Festival 2008, Rock on the Range el 18 de maig, Pinkpop Festival el 30 de maig, Rock Im Park el 7 de juny, Rock Am Ring el 8 de juny, Nova Rock Festival el 15 de juny i Hultsfredsfestivalen el 13 de juny.
A l'octubre de 2010, van editar l'àlbum AB III, del qual «Isolation» va sortir com a primer senzill.
Després de tres anys sense notícies, Alter Bridge dona a conèixer el seu quart àlbum Fortress, que desprèn de cançons com «Waters Rising» (on Tremonti comparteix la veu solista amb Kennedy), «Cry Of Achilles», «All Ends Well» i «Calm The Fire».
El primer senzill de Fortress és «Addicted To Pain» que surt a la llum el 12 d'agost en gairebé tots els països i 20 d'agost als Estats Units, el 5 de setembre el vídeo oficial del senzill va ser posat en llibertat.
El disc es va llançar al Japó el 18 de setembre del 2013, El 27 a Alemanya, Austràlia, Holanda i alguns altres, el 30 al Regne Unit i el 8 d'octubre als Estats Units.

La banda va treure un nou disc anomenat The Last Hero, que va sortir a l'octubre del 2016, i al setembre del 2017 van llançar un àlbum en directe anomenat Live At The O2 Arena + Rarities en el qual, a més de les cançons en viu, incloïa uns bonus que eren les cançons publicades en pocs països, així com altres inèdites com «Cruel Sun» i «Solace» ambdues pertanyents a l'àlbum One Day Remains.
Al juny del 2019, Alter Bridge va anunciar una gira pel Regne Unit amb Shinedown, Sevendust i Raven Age a partir de desembre de 2019, i que el seu sisè àlbum d'estudi es llançaria el 18 d'octubre de 2019. El primer single «Wouldn't You Rather» va ser llançat 28 de juny de 2019, al qual van seguir «Pay No Mind» com a segon single el 25 de juliol, i el tercer «Take The Crown» llançat el 22 d'agost. L'àlbum Walk The Sky, va tenir bones crítiques que els retorna el nivell de banda de rock tornant a les llistes principals de música al món.

## Integrants
- Myles Kennedy – Veu i cors, guitarra rítmica i guitarra capdavantera
- Mark Tremonti – Guitarra capdavantera i guitarra rítmica, cors, veu
- Brian Marshall – Baix
- Scott Phillips – Bateria

## Discografia

### Àlbums d'estudi
- One Day Remains (2004)
- Blackbird (2007)
- AB III (2010)
- Fortress (2013)
- The Last Hero (2016)
- Walk The Sky (2019)

### Àlbums en viu
- Live from Ámsterdam - 2009
- Live At Wembley - 2012
- Live at the O2 Arena + Rarities - Setembre 8, 2017
- Live at the Royal Albert Hall - 2018

### Senzills
| Any  | Títol                   | Posició en els Comptatges | Posició en els Comptatges | Posició en els Comptatges | Posició en els Comptatges | Posició en els Comptatges | Àlbum           |
| Any  | Títol                   | US Hot 100                | US Mainstream Rock        | US Modern Rock            | UK Singles Chart          | UK Rock Chart             | Àlbum           |
| 2004 | "Open Your Eyes"        | #123                      | #2                        | #24                       | -                         | -                         | One Day Remains |
| 2005 | "Find The Real"         | -                         | #7                        | -                         | -                         | -                         | One Day Remains |
| 2005 | "Broken Wings"          | -                         | #29                       | -                         | -                         | -                         | One Day Remains |
| 2007 | "Rise Today"            | -                         | #3                        | #32                       | -                         | #3                        | Blackbird       |
| 2008 | "Ties That Bind"        | -                         | -                         | -                         | -                         | #3                        | Blackbird       |
| 2008 | "Watch Over You"        | -                         | #19                       | -                         | -                         | -                         | Blackbird       |
| 2010 | "Isolation"             | -                         | #1                        | #1                        | -                         | #9                        | AB III          |
| 2011 | "I Know It Hurts"       | -                         | -                         | -                         | -                         | -                         | AB III          |
| 2011 | "Ghost of Days Gone By" | -                         | #4                        | #5                        | -                         | -                         | AB III          |
| 2011 | "Wonderful Life"        | -                         | -                         | -                         | -                         | -                         | AB III          |
| 2013 | "Addicted to Pain"      | -                         | #4                        | #12                       | #150                      | -                         | Fortress        |
| 2014 | "Cry of Achilles"       | -                         | #27                       | -                         | -                         | -                         | Fortress        |
| 2014 | "Waters Rising"         | -                         | #15                       | -                         | -                         | #32                       | Fortress        |
| 2016 | "Show Me a Leader"      | -                         | #16                       | -                         | -                         | -                         | The Last Hero   |
| 2017 | "My Champion"           | -                         | #18                       | -                         | -                         | -                         | The Last Hero   |
| 2017 | "Poison In Your Veins"  | -                         | -                         | #32                       | -                         | -                         | The Last Hero   |
| 2019 | "Wouldn't You Rather"   | -                         | #18                       | -                         | -                         | -                         | Walk The Sky    |
| 2019 | "Pay No Mind"           | -                         | -                         | -                         | -                         | -                         | Walk The Sky    |
| 2019 | "Take The Crown"        | -                         | -                         | -                         | -                         | -                         | Walk The Sky    |
| 2019 | "In The Deep"           | -                         | -                         | -                         | -                         | -                         | Walk The Sky    |
| 2019 | "Dying Light"           | -                         | -                         | -                         | -                         | -                         | Walk The Sky    |

## Altres treballs
- Durant el 2005 Home Run Derby a Detroit, Míchigan, Alter Bridge, juntament amb el centre de fielder Johnny Damon i el receptor Mike Piazza, van tocar la Cançó «Open Your Eyes».
- Després d'una invitació del Regne Unit per la revista Total Guitar per a Mark, en la qual havia d'oferir una lliçó de guitarra, va néixer la cançó «Ahavo Cua Tac Saleu». Si bé al principi únicament Mark havia de participar, per sorpresa de tots, la resta de la banda també s'hi va involucrar.
- Alter Bridge ha autoritzat diverses de les seves cançons a la programació de WWE, entre ells «Find The Real» per al Royal Rumble 2005, i «Metalingus» per a la superestrella Edge. Van actuar en un episodi de WWE Raw. La Cançó «In Loving Memory» també va ser utilitzada per WWE com a suport en un homenatge a la mort de Lord Alfred Hayes i Eddie Guerrero. «Rise Today» va ser utilitzada com la cançó oficial de l'esdeveniment PPV WWE Unforgiven 2007.
- Alter Bridge va contribuir amb la cançó «Save me» en la banda sonora de Elektra: L'àlbum.
- També va contribuir amb la cançó «Shed My Skin» en la banda sonora dels 4 Fantàstics: L'àlbum.
- Va tocar la cançó «Open Your Eyes» En els ADSL 2004.
- «Find The Real» va ser tocada en el Tonight Show amb Jay Leno en 2004.
- «Open Your Eyes» en el Jimmy Kimmel Live!.
- «Open Your Eyes» Apareix en el videojoc Madden 2005.
- «Watch over you» creada el 2008 amb la cantant de metal gòtic Cristina Scabbia la vocalista de Lacuna Coil.